# その男、意識高い系。
『その男、意識高い系。』（そのおとこ いしきたかいけい）は、NHK BSプレミアム「プレミアムよるドラマ」枠で2015年3月3日から4月21日まで放送のテレビドラマ。全8話。
伊藤歩が演じる主人公の中堅女子社員が、林遣都が演じる意識だけ高いが中身が伴わない新入社員（いわゆる「意識高い系」）に振り回されるビジネスコメディー作品。

## キャスト
坪倉 春子（つぼくら はるこ）（34）
演 - 伊藤歩
早乙女会計ソフトの課長。体育会系で面倒見の良い性格。
一条 ジョー（いちじょう ジョー）（24）
演 - 林遣都
早乙女会計ソフトの新入社員で春子の部署に配属される。基本的に自分が正しいと思っていて自己主張の強い「意識高い系」男子。
二宮 孝至（にのみや たかし）（36）
演 - 駿河太郎
春子の恋人であり同僚。公私にわたり春子の支えになっており、年齢的にはそろそろ結婚を考えている。
大鈴木 マリア（24）
演 - 佐津川愛美
ジョーの幼馴染。新規事業プロジェクト「乙女ゲーム開発」の助っ人としてジョーに召集される。ジョーと同じくらい「意識高い系」女子。
杉本 蒼（すぎもと あお）
演 - 冨浦智嗣
赤井 一馬（あかい かずま）
演 - 永嶋柊吾
柴田 桃音（しばた ももね）
演 - 志村玲那
早乙女会計ソフト社員。春子の後輩、ジョーの先輩にあたる。通称「ゆとり戦隊・新卒レンジャー」と呼ばれるイマドキ社員。体育会系の春子にとっては、イライラさせる存在。
窪田（くぼた）
演 - 前野朋哉
新興ゲーム開発会社の社長。
アダム 田中（アダム たなか）
演 - 藤本隆宏
ハリウッドに人脈を持つ敏腕エージェント。
一条 リズ（いちじょう りず）
演 ‐ 柴田杏花
一条の妹。
一条 幸之助（いちじょう こうのすけ）
演 ‐ 今井清隆
一条の父。
一条 小百合（いちじょう さゆり）
演 ‐ 北原佐和子
一条の母。
澤田 一臣（さわだ かずおみ）
演 ‐ 三浦浩一
早乙女の主治医。
早乙女 蘭子（さおとめ らんこ）
演 - 大地真央
早乙女会計ソフトの社長。やり手で掴みところのない性格だが、社員は自分の子どものように愛している。
権藤 明一（ごんどう みょういち）
演 - 松方弘樹
GO＆DOコーポレーションの社長。一代で会社を大きくしたが後継者がいなくて悩んでいる。

## スタッフ
- 作 - 安達奈緒子（第1 - 4回、7 - 8回）、神田優（第5・6回）
- 音楽 - 佐藤彰信、佐藤紗代子
- 主題歌 - サラ・オレイン「Shine!」
- 制作統括 - 篠原圭（NHK）、東田陽介（テレパック）
- 演出 - 河原瑶（第1 - 3回、7 - 8回）、金澤友也（第4 - 6回）（テレパック）

## 放送日程
| 放送回 | 放送日  | サブタイトル                 | 脚本       | 演出     |
| ------ | ------- | ---------------------------- | ---------- | -------- |
| 第1話  | 3月03日 | 意識高い系って何よ!          | 安達奈緒子 | 河原瑶   |
| 第2話  | 3月10日 | MTGって何よ!                 | 安達奈緒子 | 河原瑶   |
| 第3話  | 3月17日 | 失恋休暇って何よ!            | 安達奈緒子 | 河原瑶   |
| 第4話  | 3月24日 | 頑張らなくていいって、何よ…? | 安達奈緒子 | 金澤友也 |
| 第5話  | 3月31日 | フルコミットって何よ!        | 神田優     | 金澤友也 |
| 第6話  | 4月07日 | 真のリーダーって、何よ…?     | 神田優     | 金澤友也 |
| 第7話  | 4月14日 | 幸せって、何よ…?             | 安達奈緒子 | 河原瑶   |
| 最終話 | 4月21日 | さらば、意識高い系。         | 安達奈緒子 | 河原瑶   |

※本作品の第5話より、「プレミアムよるドラマ」のシリーズでは放送された次の週の月曜23:45-24:15（=火曜0:15）に再放送が行われることになり、それに先駆けてキャッチアップ放送的に、第4話までの再放送が3月28日深夜（時間上3月29日未明までまたぐ）に行われた。